# Gisuru
Gisuru är en kommun i Burundi. Den ligger i provinsen Ruyigi, i den centrala delen av landet, 130 kilometer öster om Burundis största stad Bujumbura.